# Houston Comets 2007
La stagione 2007 delle Houston Comets fu l'11ª nella WNBA per la franchigia.
Le Houston Comets arrivarono quinte nella Western Conference con un record di 13-21, non qualificandosi per i play-off.

## Roster
| N° | Naz.                   | Ruolo | Sportivo        | Anno | Alt. | Peso |
| -- | ---------------------- | ----- | --------------- | ---- | ---- | ---- |
| 00 | Stati Uniti (bandiera) | A     | Latasha Byears  | 1973 | 180  | 93   |
| 2  | Stati Uniti (bandiera) | C     | Michelle Snow   | 1980 | 196  | 76   |
| 3  | Stati Uniti (bandiera) | G     | Ashley Shields  | 1985 | 178  | 70   |
| 4  | Stati Uniti (bandiera) | G     | Erin Grant      | 1984 | 173  | 59   |
| 5  | Stati Uniti (bandiera) | G     | Roneeka Hodges  | 1982 | 180  | 75   |
| 7  | Stati Uniti (bandiera) | A     | Tina Thompson   | 1975 | 188  | 81   |
| 8  | Stati Uniti (bandiera) | A     | Mistie Bass     | 1983 | 191  | 93   |
| 15 | Stati Uniti (bandiera) | G     | Crystal Smith   | 1984 | 165  | 54   |
| 20 | Stati Uniti (bandiera) | G     | Tamecka Dixon   | 1975 | 175  | 67   |
| 21 | Spagna (bandiera)      | A     | Sancho Lyttle   | 1983 | 193  | 79   |
| 22 | Stati Uniti (bandiera) | A     | Sheryl Swoopes  | 1971 | 183  | 66   |
| 24 | Stati Uniti (bandiera) | AC    | Tari Phillips   | 1969 | 188  | 91   |
| 30 | Stati Uniti (bandiera) | G     | Tamara Moore    | 1980 | 180  | 77   |
| 32 | Stati Uniti (bandiera) | G     | Dee Davis       | 1984 | 170  | 63   |
| 33 | Stati Uniti (bandiera) | GA    | Barbara Turner  | 1984 | 183  | 78   |
| 99 | Mali (bandiera)        | G     | Hamchétou Maïga | 1978 | 185  | 73   |

## Staff tecnico
- Allenatore: Karleen Thompson
- Vice-allenatori: Jesse Kenlaw, Ryan Weisenberg
- Preparatore atletico: Michael Douglas
- Preparatore fisico: Bob Dominguez